# 王洪军
王洪军（1969年—），吉林长春人，汉族，中华人民共和国政治人物、第十一届全国人民代表大会吉林地区代表。
毕业于长春理工大学会计学专业，担任中国第一汽车集团公司一汽—大众汽车有限公司高级技工。2008年起担任全国人大代表。